# Alexander Danilowitsch Alexandrow
Alexander Danilowitsch Alexandrow (russisch Александр Данилович Александров; * 22. Julijul. / 4. August 1912greg. in  Wolyn, Gouvernement Rjasan, Russisches Kaiserreich (heute Oblast Rjasan, Russland); † 27. Juli 1999 in Moskau) war ein sowjetischer Mathematiker. Nach ihm sind Alexandrow-Räume benannt.

## Leben und Wirken
Alexandrow war der Sohn eines Lehrer-Ehepaars in Sankt Petersburg, wo er aufwuchs. Er studierte ab 1929 Physik (unter anderem bei Wladimir Fock) und Mathematik (bei Boris Delone) an der Universität Leningrad. Ab 1930 war er am Staatlichen Optischen Institut (GOI) und danach am Physikalischen Institut der Universität, wo er 1933 einen Abschluss in theoretischer Physik machte. Ebenfalls ab 1933 unterrichtete er im Institut für Mathematik und Mechanik der Universität Leningrad, 1935 promovierte er und 1937 habilitierte er sich (russischer Doktor). Er war dann ab 1937 Professor für Geometrie an der Universität Leningrad und gleichzeitig am Leningrader Zweig des Steklow-Instituts (LOMI, heute PDMI). Im Zweiten Weltkrieg war er mit dem Steklow-Institut nach Kasan evakuiert, ging aber 1944 als Professor zurück nach Leningrad.  1952 bis 1964 war er Rektor der Universität Leningrad und er sorgte auch 1959 für die Neugründung der Leningrader Mathematischen Gesellschaft (mit Wladimir Smirnow), die 1890 gegründet worden war, aber aus politischen Gründen geschlossen wurde. 1964 bis 1986 war er an der Universität in Nowosibirsk, wo er auch Leiter des Labors für Geometrie im Mathematischen Institut der Sibirischen Akademie der Wissenschaften war. Ab 1986 war er wieder in Leningrad, als Leiter des Geometrie Labors des LOMI.
Alexandrow arbeitete zunächst in theoretischer Physik unter dem Einfluss von Fock (er veröffentlichte auch Arbeiten zur Quantenmechanik), gleichzeitig aber schon früh über konvexe Polyeder und Geometrie der Kristalle unter dem Einfluss von Delone. Er arbeitete vor allem über die Differentialgeometrie von Flächen. Nach ihm sind Alexandrow-Räume benannt.

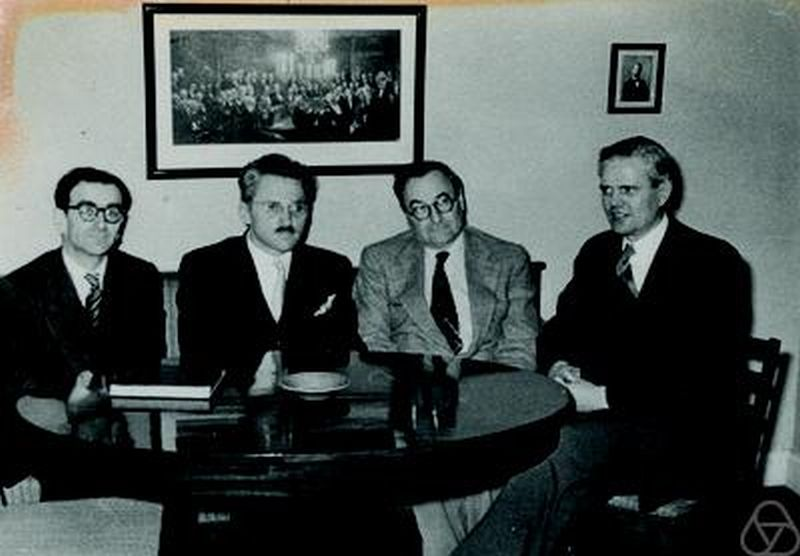
Alexandrow (zweiter von links) mit Werner Fenchel, Herbert Busemann, Børge Jessen 1954

Zu seinen Doktoranden zählt Grigori Perelman.
1942 erhielt er den Stalin-Preis (Staatspreis), 1951 die Lobatschewski-Medaille und 1991 die Leonhard-Euler-Goldmedaille. Ab 1946 war er korrespondierendes und ab 1964 Vollmitglied der Russischen Akademie der Wissenschaften. Seit 1975 war er Mitglied der Accademia Nazionale dei Lincei. Wie sein Lehrer Delone war er passionierter Bergsteiger. 1958 hielt er einen Plenarvortrag auf dem Internationalen Mathematikerkongress in Edinburgh (Modern Developments in Surface Theory).
Auf seinem Grabstein steht: „Allein die Wahrheit darf angebetet werden.“
Er sollte nicht mit dem russischen Mathematiker Pawel Alexandrow (der ebenfalls am Steklow-Institut war) verwechselt werden.

## Schriften
- mit Борис Н. Делоне, Николай Н. Падуров: Математические основы структурного анализа кристаллов и определение основного параллелепипеда повторяемости при помощи рентгеновских лучей. Гостехиздат, Ленинград u. a. 1934, (Mathematische Grundlagen der Strukturanalyse von Kristallen.).
- Выпуклые многогранники. Гостехиздат, Ленинград u. a. 1950, (englisch: Convex Polyhedra. Springer, Berlin u. a. 2005, ISBN 3-540-23158-7).
- Selected Works.
  - Band 1: Selected Sientific Papers (= Classics of Soviet Mathematics. 4, 1). Gordon and Breach u. a., Amsterdam u. a. 1996, ISBN 2-88124-984-1;
  - Band 2: Intrinsic Geometry of Convex Surfaces. Chapman & Hall/CRC Press, Boca Raton FL 2006, ISBN 0-415-29802-4.

## Verweise
1. ↑  Aleksandr Danilovich Alexandrov im Mathematics Genealogy Project (englisch)
2. ↑  Das Steklow-Institut, an dem auch Delone war, und zog 1934 von Leningrad nach Moskau. Die Leningrader Abteilung wurde 1940 eröffnet
3. ↑  Psychogramm von Grigori Perelman in GEO 01|2012, S. 54.

| Personendaten    | Personendaten                               |
| ---------------- | ------------------------------------------- |
| NAME             | Alexandrow, Alexander Danilowitsch          |
| ALTERNATIVNAMEN  | Александров, Александр Данилович (russisch) |
| KURZBESCHREIBUNG | sowjetischer Mathematiker                   |
| GEBURTSDATUM     | 4. August 1912                              |
| GEBURTSORT       | Wolyn                                       |
| STERBEDATUM      | 27. Juli 1999                               |
| STERBEORT        | Moskau                                      |